# Masao Takemoto
Masao Takemoto (en japonès: 竹本正男; transliteració: Takemoto Masao) (Hamada, 29 de setembre de 1919 - Kanagawa, 2 de febrer de 2007) fou un gimnasta artístic japonès, guanyador de set medalles olímpiques.

## Biografia
Va néixer el 29 de setembre de 1919 a la ciutat de Hamada, població situada a la prefectura de Shimane.
Va morir en una població desconeguda de la prefectura de Kanagawa el 2 de febrer de 2007 a conseqüència d'un carcinoma colangiocel·lular.

## Carrera esportiva
Va participar, als 32 anys, als Jocs Olímpics d'Estiu de 1952 realitzats a Hèlsinki (Finlàndia), on va aconseguir guanyar la medalla de plata en la prova de salt sobre cavall, amb una puntació de 19.150, restant a 0.050 punts de la medalla d'or aconseguida pel soviètic Víktor Txukarin. En aquesta mateixos Jocs finalitzà cinquè en el concurs complet (per equips) i sisè en la prova d'anelles com a resultats més destacats, aconseguint sengles diplomes olímpics.
En els Jocs Olímpics d'Estiu de 1956 realitzats a Melbourne (Austràlia) aconseguí guanyar quatre medalles olímpiques: la medalla de plata en el concurs complet (per equips) (al costat de Takashi Ono, Akira Kono, Nobuyuki Aihara, Shinji Tsukawaki i Masumi Kubota) i la medalla de bronze en les proves d'anelles, conjuntament amb el seu compatriota Kubota; barres paral·leles, conjuntament amb Takashi Ono; i barra fixa. En aquests mateixos Jocxs finalitzà quart en el concurs complet (individual), sisè en la prova de salt sobre cavall i setè en el cavall amb arcs com a resultats més destacats.
En els Jocs Olímpics d'Estiu de 1960 realitzats a Roma (Itàlia), i amb 40 anys, aconseguí guanyar la medalla d'or en el concurs complet (per equips) (al costat de Takashi Ono, Nobuyuki Aihara, Yukio Endo, Shuji Tsurumi i Takashi Mitsukuri) i la medalla de plata en la prova de barra fixa. Així mateix finalitzà cinquè en el concurs complet (individual), sisè en les barres paral·leles i vuitè en la prova d'anelles com a resultats més destacats.
Al llarg de la seva carrera aconseguí guanyar set medalles en el Campionat del Món de gimnàstica artística, entre elles dues medalles d'or en l'exercici de terra.